# HP 3000
La série HP 3000 est une famille de mini-ordinateurs de gestion développée par Hewlett-Packard en 1972 après un projet de développement laborieux. Il était destiné à être le premier mini-ordinateur livré avec un système d'exploitation temps partagé et multi-utilisateur. 

## Description
En 1972, les premières machines étaient basées sur des processeurs CISC 16-bit fabriqués à base de composants discrets (les microprocesseurs n'existant pas encore). 
Des années 1972 à 1993 le système subit de nombreuses évolutions, aussi bien d'un point de vue matériel, avec l’évolution des technologies et la miniaturisation des composants électroniques, entre autres pour la mémoire centrale mais aussi pour les logiciels et tous les périphériques.
Aux environs de 1988, des machines utilisant le processeur HP PA-RISC ont été livrées en grand nombre, permettant un adressage en 32 bits. La compatibilité binaire avec les anciennes machines a été maintenue. 
Le système d'exploitation de la série 3000 s'appelle "MPE" et inclut un gestionnaire de base de données appelée TurboIMAGE.
En 2003, HP a arrêté la vente de la série HP-3000. Le support (limité) a été prolongé jusqu'au 31 décembre 2010, date à partir de laquelle le support ne fut plus assuré.